# Adrian Basta
Pour les articles homonymes, voir Basta.
Adrian Basta, né le 1er décembre 1988 à Nowy Sącz, est un footballeur polonais. Il évolue au poste d'arrière droit avec le club du Sandecja Nowy Sącz.

## Biographie

### En club
Lors de la saison 2013-2014, il inscrit quatre buts en deuxième division polonaise avec le club du GKS Bełchatów, remportant par la même occasion le titre de champion.

## Palmarès
- Champion de Pologne de D2 en 2014 avec le GKS Belchatow